# 2181 Fogelin
2181 Fogelin eller 1942 YA är en asteroid i huvudbältet som upptäcktes den 28 december 1942 av den tyske astronomen Karl Wilhelm Reinmuth i Heidelberg. Den har fått sitt namn efter Eric S. Fogelin.
Asteroiden har en diameter på ungefär 10 kilometer och den tillhör asteroidgruppen Eunomia.